# Juillac (Gironde)
Juillac ist eine französische Gemeinde mit 218 Einwohnern (Stand: 1. Januar 2022) im Département Gironde in der Region Nouvelle-Aquitaine (vor 2016 Aquitaine); sie gehört zum Arrondissement Libourne und zum Kanton Les Coteaux de Dordogne. Die Einwohner werden Juillacais genannt werden.

## Geographie
Juillac liegt etwa 50 Kilometer östlich von Bordeaux an der Dordogne, der die Gemeinde im Norden begrenzt, und ihrem Zufluss Durèze, der hier mündet. Umgeben wird Juillac von den Nachbargemeinden Lamothe-Montravel im Norden und Nordwesten, Saint-Seurin-de-Prats im Nordosten, Pessac-sur-Dordogne im Osten und Nordosten, Gensac im Südosten, Sainte-Radegonde im Süden und Westen sowie Flaujagues im Nordwesten.

## Bevölkerungsentwicklung
| Jahr                       | 1962 | 1968 | 1975 | 1982 | 1990 | 1999 | 2006 | 2017 |
| Einwohner                  | 276  | 262  | 201  | 218  | 200  | 205  | 249  | 240  |
| Quellen: Cassini und INSEE |      |      |      |      |      |      |      |      |

## Sehenswürdigkeiten
- Kirche Saint-Jean aus dem 14. Jahrhundert, weitgehend im 20. Jahrhundert restauriert

Siehe auch: Liste der Monuments historiques in Juillac (Gironde)

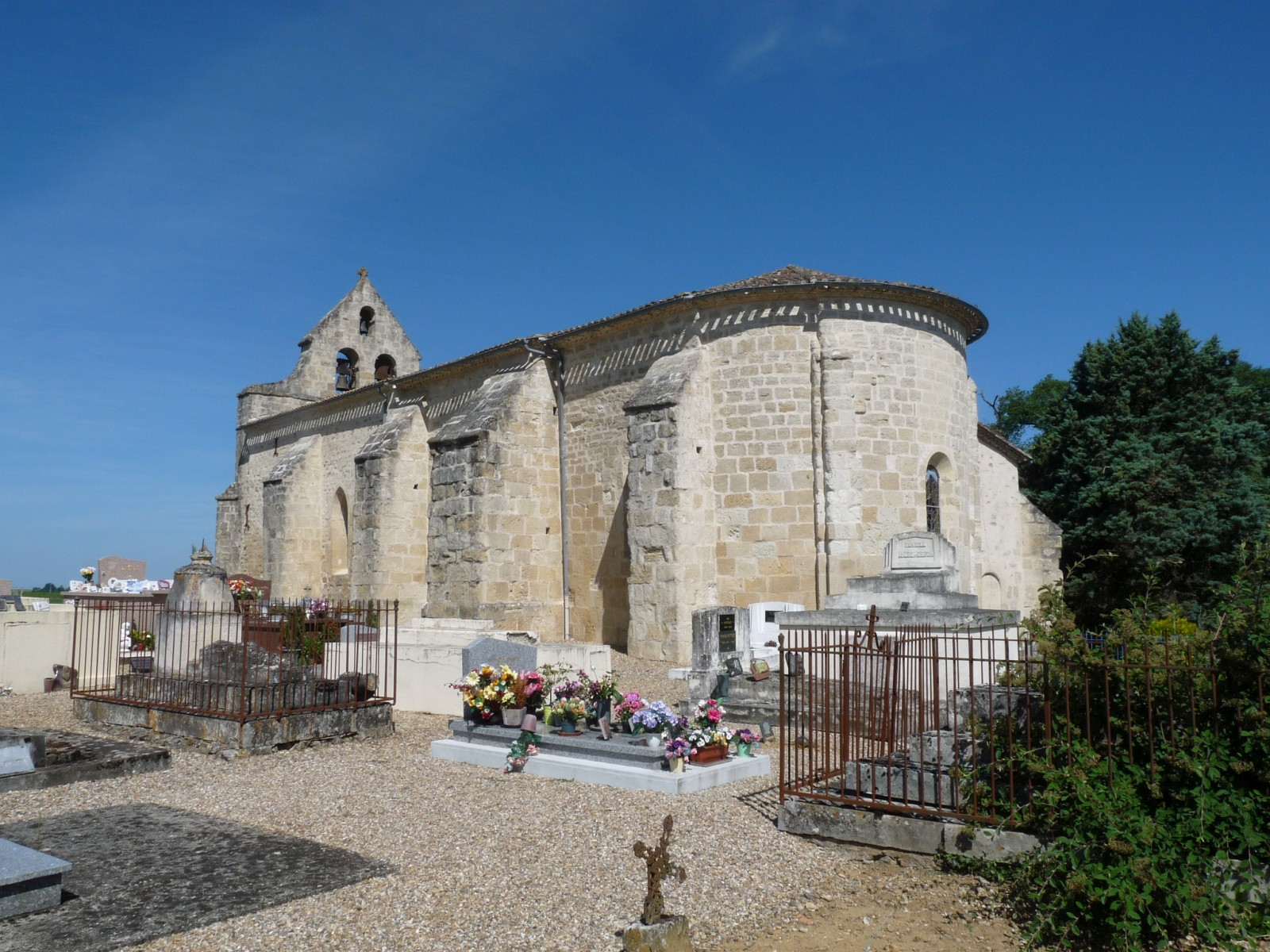
Kirche Saint-Jean